# فاکسی لیدپلدس
فاکسی لیدپلدس (به لاتین: Faxe Ladeplads) یک منطقهٔ مسکونی در دانمارک است که در Faxe Municipality واقع شده‌است. فاکسی لیدپلدس ۲٫۷۲ کیلومتر مربع مساحت و ۲٬۸۸۳ نفر جمعیت دارد.